# Rajd Dakar 1986

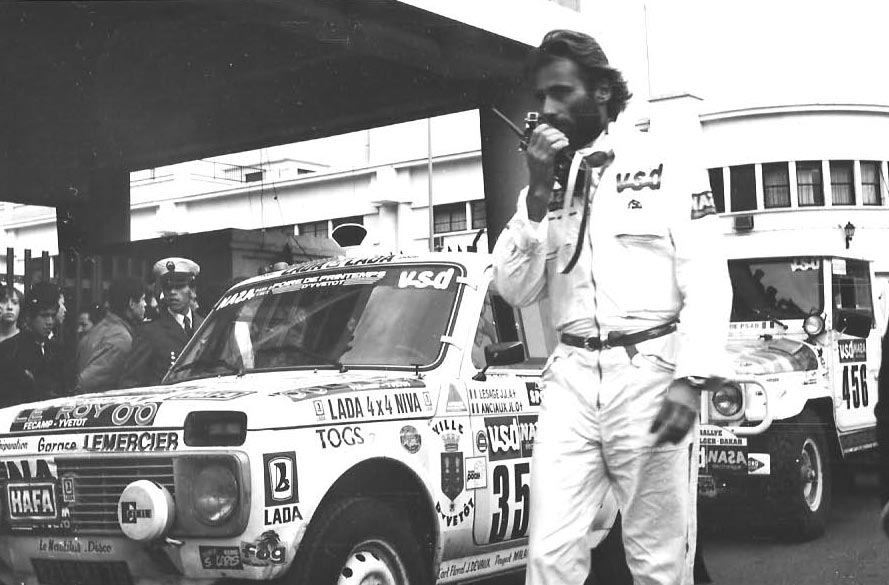
Thierry Sabine na trasie rajdu – zdjęcie wykonane w 1986 r., tuż przed jego śmiercią.

Rajd Dakar 1986 (Rajd Paryż-Dakar 1986) – 8. edycja pustynnego Rajdu Dakar, która odbyła się na trasie Paryż–Algier–Dakar. Impreza została przysłonięta śmiercią Thierry'ego Sabine, organizatora, który lecąc w czasie burzy piaskowej o poranku (godz. 7:30) 14 stycznia rozbił się o piaskową wydmę helikopterem. Zginął także francuski piosenkarz Daniel Balavoine, a także pozostałe trzy osoby znajdujące się na pokładzie śmigłowca.
Trasa rajdu wyniosła 15 000 km (w tym 7731 km odcinków specjalnych). W rajdzie triumfowali René Metge i Dominique Lemoyne (samochody), Cyril Neveu (motocykle) oraz Giacomo Vismara (ciężarówki).

## Trasa rajdu
| Etap | Data        | Start                   | Meta           | Długość (km) |
| ---- | ----------- | ----------------------- | -------------- | ------------ |
| 1    | 1 stycznia  | Wersal                  | Sète           | 1100         |
|      | 2 stycznia  | Przeprowadzka do Afryki |                |              |
| 2    | 3 stycznia  | Argel                   | Ghardaia       | 660          |
| 3    | 4 stycznia  | Ghardaia                | El Golea       | 580          |
| 4    | 5 stycznia  | El Golea                | In Salah       | 550          |
| 5    | 6 stycznia  | In Salah                | Tamanrasset    | 649          |
| 6    | 7 stycznia  | Tamanrasset             | Iferouane      | 549          |
| 7    | 8 stycznia  | Iferouane               | Agadez         | 279          |
| 8    | 9 stycznia  | Agadez                  | Dirkou         | 645          |
| 9    | 10 stycznia | Dirkou                  | Agadem         | 285          |
| 10   | 11 stycznia | Agadem                  | Zinder         | 910          |
| 11   | 12 stycznia | Zinder                  | Niamey         | 915          |
|      | 13 stycznia | Dzień przerwy           |                |              |
| 12   | 14 stycznia | Niamey                  | Gourma-Rharous | 814          |
| 13   | 15 stycznia | Gourma-Rharous          | Bamako         |              |
| 14   | 16 stycznia | Bamako                  | Labé           | 986          |
| 15   | 17 stycznia | Labé                    | Kayes          | 600          |
| 16   | 18 stycznia | Kayes                   | Kiffa          |              |
| 17   | 19 stycznia | Kiffa                   | Boutilimit     |              |
| 18   | 20 stycznia | Boutilimit              | Saint-Louis    | 314          |
| 19   | 21 stycznia | Saint-Louis             | Sali Portudal  | 620          |
| 20   | 22 stycznia | Sali Portudal           | Dakar          | 200          |

## Motocykle
| Poz. | Motocyklista        | Marka  |
| ---- | ------------------- | ------ |
| 1    | Cyril Neveu         | Honda  |
| 2    | Gilles Lalay        | Honda  |
| 3    | Andrea Balistrieri  | Honda  |
| 4    | Thierry Charbonnier | Yamaha |
| 5    | Alessandro De Petri | Honda  |
| 6    | Edy Orioli          | Honda  |
| 7    | Andrea Marinoni     | Yamaha |
| 8    | Eddy Hau            | BMW    |
| 9    | Giampiero Findanno  | Yamaha |
| 10   | Franco Picco        | Yamaha |

## Samochody

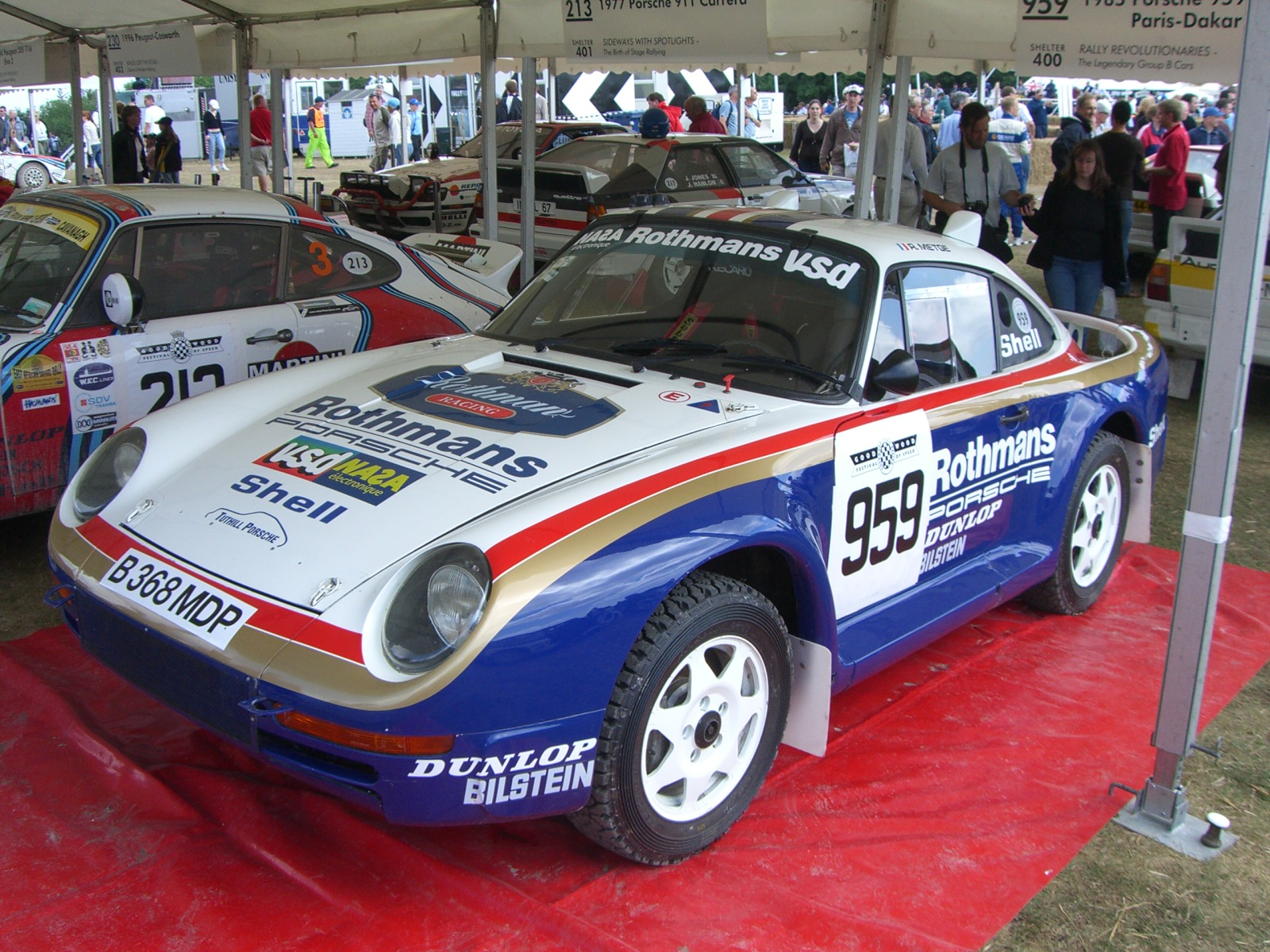
Porsche 959 (953) René Metge'a – zwycięzcy w kategorii samochodów.

| Poz. | Kierowca / pilot                 | Marka       |
| ---- | -------------------------------- | ----------- |
| 1    | René Metge / Dominique Lemoine   | Porsche     |
| 2    | Jacky Ickx / Claude Brasseur     | Porsche     |
| 3    | Hubert Rigal / Maingret          | Mitsubishi  |
| 4    | Pierre Lartigue / Bernard Giroux | Łada        |
| 5    | Andrew Cowan / Syer              | Mitsubishi  |
| 6    | Roland Kussmaul / Unger          | Porsche     |
| 7    | Patrick Zaniroli / Da Silva      | Mitsubishi  |
| 8    | Jean-Pierre Gabreau / Pipat      | Range Rover |
| 9    | Jean Bouchet / Villepigu         | Toyota      |
| 10   | Maurice Gierst / Bouvy           | Range Rover |

## Ciężarówki
| Poz. | Kierowca / pilot           | Marka           | Czas        |
| ---- | -------------------------- | --------------- | ----------- |
| 1    | Giacomo Vismara / Minelli  | Mercedes Unimog | 82h52'19"   |
| 2    | Hans Heyer / Winkler       | MAN             | 85h56'52"   |
| 3    | Salvador Cañellas / Ferran | Pegaso          | 87h05'41"   |
| 4    | Bernau / Bartmann          | MAN             | 89h43'45"   |
| 5    | Papadimitrou / Rosval      | Volvo           | 100h.53'34" |
| 6    | Jacques Houssat / Brubach  | Mercedes Unimog |             |
| 7    | Carnevale / Repetti        | Astra           |             |
| 8    | Andrea Belotti / Consonni  | Mercedes Unimog |             |
| 9    | Gattinger / Pohl           | MAN             |             |
| 10   | Obermeyer / Huber          | MAN             |             |